# Violent Things
Violent Things é o quarto álbum da banda americana The Brobecks. Foi lançado em 18 de maio de 2009. É o mais conhecido da banda, e conta com regravações de músicas dos discos anteriores: "Goodnight Socialite", "Le Velo Pour Deux" e "Bike Ride" são originalmente do álbum Goodnight, and Have a Pleasant Tomorrow (2006); "Better Than Me" e "Boring" são do segundo álbum, Happiest Nuclear Winter (2005).

## Antecedentes
As músicas do álbum Violent Things foram compostas por Dallon Weekes e gravadas no estúdio do produtor Casey Crescenzo, no porão de sua casa em Boston, em um período de duas semanas. Darren Robinson, do Phantom Planet, participa como guitarrista no disco. Apesar de ter recebido boas avaliações em blogs de música no mundo todo, ele foi muito ignorado pela mídia de massa e pelas grandes gravadoras. Numa entrevista online, Weekes disse que mesmo estando muito satisfeito com o álbum, ele nunca tinha sido mixado ou masterizado, e devido à falta de recursos para completar a gravação, ele foi lançado "sem ser finalizado."

## Avaliações
O álbum foi muito bem avaliado por sites de música do mundo inteiro. Muitos deles realçaram a dificuldade de categorizá-lo em algum gênero, devido às diferenças entre as músicas. Críticos e o próprio Dallon o chama, de "indie pop do século XIX", devido à mistura de sonoridades atuais com características vaudeville. Os vocais de Weekes, bastante variados, também foram muito elogiados. As músicas são descritas como "uma mistura entre A Fever You Can't Sweat Out e Pretty. Odd.", em referência ao fato de Dallon ter entrado no Panic! at the Disco no mesmo ano do lançamento desse álbum. Outra característica bastante notada foi a temática, quase sempre obscura e fúnebre, mas que conseguem ser misturadas com características românticas.

## Lançamento em CD
Em 2013, o disco foi relançado em CD físico pelo site oficial da banda, com capa alternativa criada por Lyndsey Lesh. Além da capa, essa versão possui duas músicas extras, "Anyone I Know" e "Clusterhug", que foram lançadas no Quiet Title EP (2012). Essa versão rapidamente se esgotou e ficou indisponível por três anos, até que o site oficial da None You Jerk Records (gravadora de Dallon) foi aberto, no início de 2016.

## Faixas
Todas as músicas foram compostas por Dallon Weekes. Todas as músicas dedicadas à esposa de Dallon, Breezy Weekes.
| N.º | Título                             | Duração |  |
| 1.  | "Goodnight Socialite"              | 3:20    |  |
| 2.  | "Better Than Me"                   | 4:27    |  |
| 3.  | "Love at First Sight"              | 3:11    |  |
| 4.  | "Second Boys Will Be First Choice" | 3:16    |  |
| 5.  | "Small Cuts"                       | 4:02    |  |
| 6.  | "If You Like It or Not"            | 3:31    |  |
| 7.  | "Le Velo Pour Deux"                | 3:57    |  |
| 8.  | "I Will, Tonight"                  | 3:49    |  |
| 9.  | "Visitation of the Ghost"          | 4:24    |  |
| 10. | "All of the Drugs"                 | 1:59    |  |
| 11. | "Bike Ride"                        | 3:26    |  |
| 12. | "The Nerve"                        | 4:00    |  |
| 13. | "Boring"                           | 6:44    |  |

## Ficha técnica[1][4]
- Dallon Weekes – vocais, guitarra, baixo, teclado
- Drew Davidson – bateria
- Casey Crescenzo – produção, guitarra, piano
- Darren Robinson – guitarra
- Andy Wildrick – guitarra